# Panhard

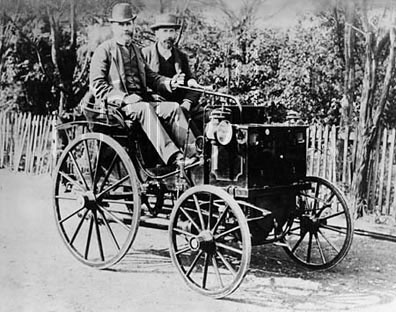
Автомобиль Panhard et Levassor (1890—1895). Эта модель стала первым автомобилем на территории России (1891 год); владелец — издатель газеты «Одесский листок» Василий Навроцкий

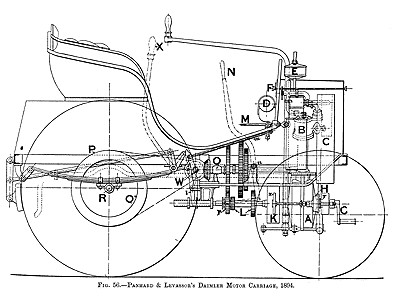
Устройство Panhard et Levassor по схеме Daimler Motor Carriage, 1894

Panhard — в настоящее время французский производитель лёгких и военных транспортных средств. Компания Auverland приобрела права на неё в 2005 году.

## Общая информация
В 1886 году Рене Панар (René Panhard) и Эмиль Левассор (Émile Levassor) основали компанию «Панар-Левассор». Компания стала одной из первых в мире, выпускающих автомобили на продажу. Среди продукции были гоночные и спортивные машины, частные автомобили и лимузины, а также военные автомобили.
Другая линия авто, Panhard CD, была создана Чарльзом Дойчем — это были спортивные автомобили на шасси на трубчатой раме, с обычными для автомобилей компании двигателем и коробкой передач.
В 1965 году компания «Панар-Левассор» влилась в «PSA Peugeot Citroën». Ещё некоторое время выпускались автомобили Panhard, последний выпущен в 1967 году.

## Модели автомобилей
- Panhard 4 hp (1890—1898)
- Panhard-Levassor Private Omnibus 6 hp (1896)
- Panhard-Levassor 8 HP (1896)
- Panhard-Levassor rear entrance tonneau 6 hp (1898)
- Panhard-Levassor racing two-seater 8 hp Paris-Amsterdam (1898)
- Panhard 7 hp (1902)
- Panhard-Levassor 15 hp rear entrance tonneau (1904)
- Panhard 30 hp (1910)
- Panhard 12 hp
- Panhard X18 (1912)
- Panhard 10 hp (1914)
- Panhard-Levassor X31 (1921)
- Panhard-Levassor SS X36 (1923)
- Panhard-Levassor X69 6CS(1933)
- Panhard-Levassor Type Q
- Panhard & Levassor Dynamic (1937—1939)
- Panhard Dynavia prototype
- Panhard Dyna X (1947—1953)
- Panhard Dyna 110 (1951)
- Panhard Dyna
- Panhard Dyna Junior (1952—1956)
- Panhard Dyna Z (1953—1959)
- Panhard Ghia-Aigle prototype
- Panhard 24 (c, ct, b, bt, ba) (1963—1967)
- Panhard CD (1963—1965)
- Panhard-Levassor CD Le Mans
- Panhard DB Frua Coupe
- Panhard PL17[2]